# 변준형
변준형(邊俊亨, 1996년 3월 11일~)은 대한민국의 농구 선수로 포지션은 콤보 가드이다. 현재 한국프로농구 안양 KGC인삼공사 소속으로 활동하고 있다. 

## 아마추어 시절
원주대성중학교 재학 시절부터 뛰어난 유망주였다. 중학교 당시에는 팀 사정상 5번 센터를 맡았다고 한다. 하지만 제물포고등학교로 진학해서는 2번으로 출장하면서 기량이 급성장하기 시작하였다. 고등학생때부터 대형 선수라는 평가를 받았다. 고등학교 졸업 당시 최대어였으며, 여러 대학에서 러브콜이 왔으나 동국대학교로 진학하였다. 동국대학교에 진학해서 1학년부터 주전으로 출장하기 시작하였다. 1학년때 맹활약을 하면서 신인상을 수상하기도 하였다. 저학년 시절부터 전체 1순위감이라는 평가를 받았다. 4학년이 되어서는 주장으로 주전으로 나서면서 팀의 플레이오프행을 이끌기도 하였다.

## 안양 KGC 인삼공사시절

### 2018-19 시즌
2018년 신인드래프트에서 전체 2순위로 안양 KGC인삼공사에 지명되었다. 가드가 부족한 팀 사정상 즉시전력감으로 바로 투입될 것이다. 지명 후 인터뷰에서 대학교 때는 얼떨떨하면서 신인왕을 받았지만 프로에서는 '잘'해서 신인왕을 받고 싶다고 한다. 팀이 현재 가드진이 부족하기 때문에 김승기 감독이 바로 투입시킨다고 하였다. 트레이드로 영입한 박지훈과 더불어 김승기 감독이 가장 기대하고 있는 신인선수이다.
12월 7일 안양에서 열린 창원 LG 세이커스와의 경기에서 14분 17초를 뛰면서 데뷔 첫 경기를 치렀다. 1쿼터에 배병준의 교체로 들어와 유로스텝에 이은 상대 반칙 득점 인정으로 프로 첫 득점을 기록하였다. 후에 3점슛도 기록하였으며, 4쿼터에는 결승득점을 올리기도 하였다. 최대어답게 경기력 측면에서 합격점을 받았다. 다만 슛 감각에 있어서는 좀 더 가다듬어야 한다는 과제가 있다.
12월 19일 서울 삼성 썬더스와의 경기에서 12득점(2점슛 4개, 3점슛 1개, 자유투 1개)하면서 개인 최다 득점을 갈아치웠다. 다만 4쿼터에 5반칙 퇴장으로 물러났으나, 수비와 공격에서 돋보이는 모습을 보이면서 팀의 101-78 23점차 대승을 이끌었다.
12월 21일 서울 SK 나이츠와의 경기에서 15득점(2점슛 3개, 3점슛 3개)하면서 한 경기만에 개인 최다 득점과 함께 이번 시즌 신인들 중에 가장 많은 득점을 기록하였다. 공수에서 맹활약하면서 팀의 3연승과 함께 78-63 대승을 이끌었다.
이후 경기들에서 신인답지 않은 경기력을 보여주고 있다. 때때로는 무득점을 하는등 기복이 보이고 있었는데, 1월 초반에 햄스트링 부상으로 6경기를 결장하였다. 2월 3일 원주 DB 프로미와의 경기에서 1쿼터 문성곤의 교체로 들어가 부상복귀전을 치렀다. 이날 15득점으로 양팀 국내선수중 가장 많은 득점을 기록하였다. 최근 몇경기 동안 기존 포지션인 슈팅가드보다 포인트가드로 나서면서 리딩과 공격조율이 돋보인다.
이후 경기들에서 팀의 주축으로 활약하였다. 3월 16일 정규리그 2경기를 남기고 고양 오리온 오리온스와의 경기에서 상대 장신 외국인선수 먼로의 발을 밟으면서 발목부상을 당하면서 그대로 시즌을 마감하였다.
시즌후 최고의 활약을 펼친 신인에게 주는 생애 단 한번뿐인 최우수신인선수상을 수상하였다.

### 2019-20 시즌
비시즌들어서 김승기 감독에게 주목해야할 선수로 문성곤, 박지훈과 함께 뽑혔다. 시즌초반 1번 슈팅 가드로 주전으로 나와 활약하고 있다. 다만 기복이 있다.
팀의 주전 포인트가드로 활약하고 있기 때문에, 미래가 기대되는 선수이기도 하다.
11월 현재 3점슛을 쏘아대면서 주요 득점원으로 활약하고 있다.
박지훈이 11월 중순부터 1번 포인트 가드 역할을 잘하고 있어 슈팅 가드로 출장하고 있다.
경기들을 보면 기복이 있긴한데, 김승기 감독이 신체 밸런스와 재능이 매우 뛰어나서 독하게 훈련 시키고 있다고 한다.
특히나 울산 현대모비스 피버스에게 무척이나 강하다. 1~3라운드 동안 평균 16.33점으로 시즌 평균득점보다 9점이나 높은 평균 득점력을 자랑하고 있다.
주전 가드로 활약하던중, 12월 26일 창원 LG 세이커스와의 경기에서 1쿼터에 김시래와의 충돌로 목부분에 부상을 입었으며, 2쿼터 초반까지만 뛰고 경기에 출장하지 않았다. 경기가 끝난 후 정밀 검진을 받았는데, 목부분이 아니라 착지하면서 잘못 디딘 오른쪽 손목이 골절됐다고 한다. 재활기간은 3개월이며, 플레이오프때 복귀할 것으로 보인다.
예상외로 회복 속도가 빨라 4라운드에 복귀하였다. 하지만 코로나19로 인해 시즌이 조기 종료되면서 복귀 후 몇경기만에 시즌을 마감하였다.

### 2020-21 시즌
백코트 파트너였던 박지훈이 상무로 군입대함에 따라 이재도와 함께 중요한 역할을 맡게 되었다.
시즌 동안 팀의 중요한 역할을 훌륭이 소화하였다. 플레이오프와 챔피언결정전에서도 맹활약하면서 KBL 역사상 최초로 플레이오프 10연승 무패 우승을 달성하는데 큰 역할을 하였다.

### 2021-22 시즌
작년 우승 주역이였던 이재도가 FA로 창원 LG 세이커스로 이적하면서 팀의 중요 키플레이어가 되었다. 박지훈이 12월 1일에 제대하고 돌아오기 때문에 그전까지 어떻게든 좋은 모습을 보여줘야 한다.
시즌 내내 좋은모습을 보여주었다. 3라운드 MVP에 선정되었으며, 어시스트 부문 리그 3위를 기록하였다. 특히 4강 플레이오프 4차전에서 극적인 위닝샷을 터트렸다.

### 2022-23 시즌
군입대 전 마지막 시즌이 될 가능성이 높다.
시즌내내 팀의 주전 가드로 맹활약하면서 팀의 통합우승을 이끌었다. 시즌 후 베스트 5를 수상하였다.
그리고 예상대로 시즌을 마친 후 상무에 군입대 하였다.

## 출신 학교
- 단구초등학교
- 원주대성중학교 -> 신흥중학교
- 제물포고등학교
- 동국대학교 스포츠문화학과 학사

## 국제 대회
- 2013년 제11회 FIBA U19 세계남자농구선수권대회 국가대표
- 2014년 U18 남자 농구 대표팀
- 2016년 제 39회 이상백배 한*일 대학농구선발대회 대표팀
- 2017년 타이페이하계 유니버시아드 남자 농구 대표팀
- 2018년 제 41회 이상백배 한*일 대학농구선발대회 대표팀